# Svartgölen (Västra Eneby socken, Östergötland, 644150-148938)
Svartgölen är en sjö i Kinda kommun i Östergötland och ingår i Motala ströms huvudavrinningsområde.